# Fous de la Mer
Fous de la Mer ist eine Band im elektronischen Chillout- und Ambient-Genre.

## Geschichte
Fous de la Mer wurde 2002 von Marko Bussian und Jean-Charles Vandermynsbrugge gegründet.
Alle Songs von Fous de la Mer wurden auf Ibiza aufgenommen. Leadsängerin der Band ist Sol Ruiz de Galarreta; Gastbeiträge stammen von Clair Dietrich, Betty Steeles, Özlem Cetin, Adilia da Silva Sousa, Amberay, Atlanta Frith und Moran Beeg.
Die Mischung aus Gesang, handgespieltem Bass, Gitarre und Tasteninstrumenten, kombiniert mit den Facetten von Chillout und sanften Breakbeats ergibt den unverwechselbaren Sound von Fous de la Mer. Es ist eine Mischung aus balearischem Dub und Deep House.
2004 wurde ihr erstes Studioalbum Stars & Fishes veröffentlicht. Die Songs Never Stop Loving oder Conmigo werden beide Klassiker des neuen Chillout. Das Projekt Fous de la Mer bekommt dafür die internationale Anerkennung und wird ab diesem Zeitpunkt auf unzähligen Compilations dieses Genres repräsentiert.
Im Sommer 2006 erscheint das zweite Album Ultramar. Der Titel Watersong steigt bis auf Platz 4 der internationalen iTunes Electronic Charts.
Das folgende Album Ipanema im Jahr 2008 ist eine Hommage an das erste Bossa Nova-Album aus den 1950ern von Joao Gilberto. Die meisten Songs wurden nach traditionellem Prinzip live im Tonstudio eingespielt, also Gesang, Gitarre, Piano, Kontrabass und Percussion.
2011 erschien ihr Album Regatta de Bleu, dessen Namen von dem The Police-Album Reggatta de Blanc inspiriert wurde.
Darauf erschienen 2013 ihr fünftes Album Cinq und 2017 das Album Musiques pour Films.
2018 erschien auf ihrem Eigenlabel FDLM-Records das Album Seven und ein Jahr später das Album Cosmic Edition in der Grundstimmung 432,1 Hz.
Fous de la Mer ist regelmäßig in den deutsche Chillout-Charts vertreten. Weltweit bekannt sind vor allem All These Years feat. Clair Dietrich, Conmigo feat. Sol und Watersong feat. Sol. Fous de la Mer veröffentlichte acht LPs und wurde auf mehr als 100 Compilations veröffentlicht.

## Diskografie

### Alben
- Stars and Fishes (Elektrolux 2004)
- Ultramar (Elektrolux 2006)
- Ipanema (Elektrolux 2008)
- Regatta de Bleu (Elux Records, 2011)
- Unreleased & Remixed Vol. 1 (Elux Records, 2012)
- Unreleased & Remixed Vol. 2 (Elux Records, 2012)
- Cinq (Elux Records, 2013)
- From Rio With Love (Elux Records, 2015)
- Musiques Pour Films (Elux Records 2016)
- Seven (FDLM Records 2018)
- Cosmic Edition (IM Electronica 2019)

### Singles
- Never Stop Loving feat. Sol (Elektrolux 2003)
- Watersong Remixes feat. Sol (Elektrolux 2006)
- Change The World (Elektrolux, GEM Audio Files 2007)
- All We Need Is Love (Elux Records 2010)
- All I Need (Elux Records 2011)

### Compilations (Auswahl)
| Jahr | Titel                               | Compilations |
| ---- | ----------------------------------- | --- |
| 2003 | Never Stop Loving feat. Sol         | Café Ibiza Vol. 6, Globe 2002 Erotic Lounge: Sensual Passion, Sony Music Media 2004 Mittsommernachtstraum, Paper Chase 2006 Pure Balearic Summer-Grooves, More Music And Media 2008 |
| 2004 | Conmigo feat. Sol                   | Greenheart Music - Back To Nature, GreenHeartMusic 2004 Women's World Voices Vol. 5, Blue Flame Records 2005 The Future Is My Melody, Elektrolux 2005 Obsession Lounge, Clubstar 2006 Fashion Trends And Music, High Note Records 2007 Mellow Yellow, World Club Music 2007 Bar Lounge Classics (The Finest), Sony Music Entertainment 2007 Music For Dreamers 2, Magnetic Records 2010 |
| 2004 | Stars and Fishes                    | Space Night Vol. IX, Warner Strategic Marketing, Elektrolux 2003 Kampengrooves Vol.1 - Loungin' At Redkliff Redkliff Records, Elbsilber 2004 |
| 2004 | Vue Sur La Mer                      | ThaiBreak Volume One, Ayia Napa 2006 Raphaël Marionneau - Genau Meine Musik, Abstrait Music 2010 Cancun Lounge, Ayia Napa 2013 |
| 2004 | The Real Shanti                     | Kumharas Vol.2, Ultra Vista Records 2003 Raphaël Marionneau - L'été Abstrait Volume 2, Abstrait Music 2005 Green Tea Vol. 3 - Red Flower Mix, Black Flame 2005 |
| 2006 | Asi Vas (The End Is Nice) feat. Sol | Raphaël Marionneau - L'été Abstrait Volume 3, Abstrait Music 2007 |
| 2006 | Esse Sonho                          | The Elektrolux Decade 10, Elektrolux 2005 The Best Of The Lounge Area, Sony Music 2010 |
| 2006 | All These Years                     | Die Hit-Giganten – Best Of Summer Chill, Sony Music Media 2017 |
| 2006 | Watersong feat. Sol                 | Ibiza Global Radio Island Grooves, House Park 2005 Porsche Design Soundscapes, High Music 2006 Serve Chilled 2007, Hed Kandi 2007 |
| 2007 | I'd Love To Change The World        | Buddha Chillout Experience Vol.1, More Music 2008 |
| 2007 | Triste                              | Raphaël Marionneau - N-JOY abstrait, Abstrait, Edel Records 2012 |
| 2007 | Asi Vas (Black Magnet Mix)          | Campari Sunset Chillout, Double Power 2010 Pure Balearic Summer-Grooves, More Music 2008 |
| 2010 | No Fun Without You (Ibiza Mix)      | 2000 And Space, Elux Records 2009 |
| 2010 | Nuages                              | Geniesser Lounge - Passion Lounge, Sony Music, KulturSPIEGEL 2010 |
| 2011 | Time To Wake Up feat. Sol           | Ibiza Chillout Paradise, Sony Music 2011 |
| 2012 | For A Long Time feat. Sol           | La Nuit Vol.6, Embassy One 2013 |
| 2013 | Luz feat. Sol                       | Hed Kandi Serve Chilled, Hed Kandi Records 2014 |
| 2013 | I'm Not Hollow                      | Klassik Lounge Werk 11, Newpool Music 2013 |
| 2016 | Good Bye Lawrence                   | Chillicious Orange, Sophisticated Soul 2016 Chargin Vol.3, Hipster ChillOut, Karma Of Life, 2017 Chillharmonic Vol.1, GR8 AL Music, 2017 The Chill Out Sensation Vol.1, Karmawhite, 2017 |
| 2017 | Heartbeat feat. Betty Steeles       | Obsession Lounge 10, Clubstar 2017 |
| 2017 | All These Years                     | Die Hit-Giganten – Best Of Summer Chill |